# Tchangisme

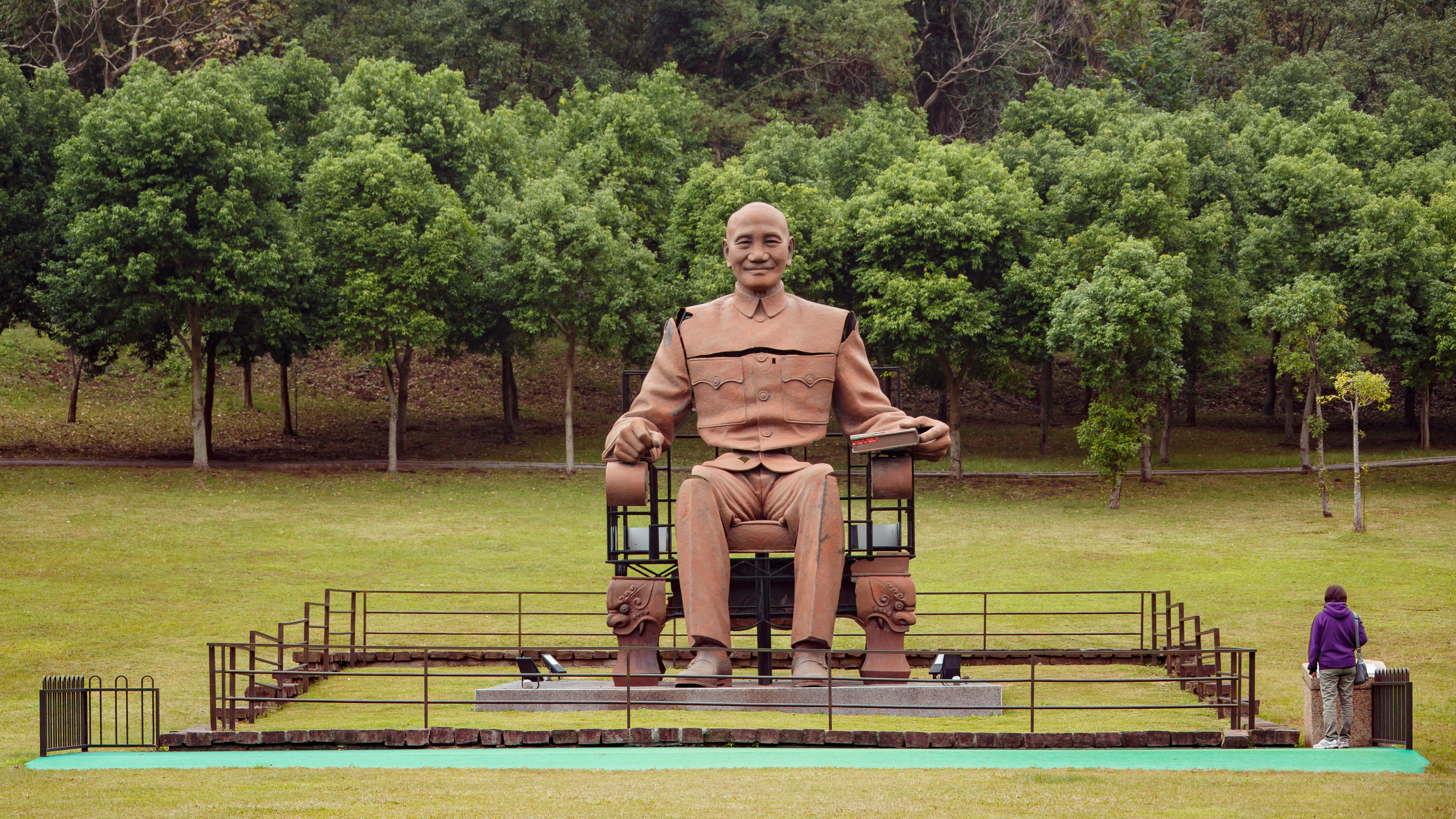
Statue de Tchang Kaï-chek, fondateur du tchangisme, président du Kuomintang et de la république de Chine.

Le tchangisme ou chiangisme (en chinois : 蔣介石主義 ; pinyin : Jiǎngjièshí zhǔyì ; litt. « doctrine de Tchang Kaï-chek »), aussi connue comme la philosophie politique de Tchang Kaï-chek, est une idéologie politique et une philosophie politique chinoise du début du XXe siècle. Centrée autour des actes en pensées du président du Kuomintang Tchang Kaï-chek, le tchangisme est un mouvement syncrétique plutôt de droite, voir d'extrême droite, nationaliste, autoritaire, et conservateur. Reprenant les Trois principes du peuple, idées énoncées par le fondateur du Kuomintang, le président Sun Yat-sen, le tchangisme reprend également des principes confucianistes et chrétien méthodistes.
Favorable aux politiques capitalistes et économiquement libéral, le tchangisme s'oriente surtout autour des trois idées défendues avec autoritarisme par le président Tchang Kaï-chek : l'anticommunisme, l'anti-impérialisme (occidental comme japonais) et l'anti féodalisme. Lors du retrait du gouvernement de la république de Chine à Taïwan, le mouvement s'est installé sur le territoire de Taïwan et s'est restructuré autour d'un capitalisme autoritaire fort.
Afin d'affirmer son idéologie, Tchang Kaï-chek a, durant la décennie de Nankin, mené divers mouvements de réformes et de propagande. S'appuyant sur une milice fascisante à son service, les Chemises bleues, il a promu le Mouvement de la nouvelle vie et la Renaissance culturelle chinoise.

## Histoire

### Des années 1920 à 1950
L'idéologie socialiste du Kuomintang est l'une des idéologies qui a le plus influencé cette philosophie originellement proche des actions de Sun Yat-Sen, cette dernière soutenait que le socialisme chinois, nationaliste et républicain, centré autour du Kuomintang, était une solution. En Occident, Tchang Kaï-chek a été salué comme l'un des plus grands dirigeants socialistes du monde. Ses portraits ont été portés avec ceux de Karl Marx, Vladimir Lénine, Joseph Staline et d'autres dirigeants socialistes et communistes. Cependant, malgré une alliance antérieure, Tchang Kaï-chek devint rapidement un ennemi du parti communiste chinois une fois avoir succéder à Sun. Ainsi, lors de la guerre civile chinoise qui suivit le massacre de Shanghai, il confirma une ligne en anticommuniste, nationaliste et réactionnaire.
Contrairement à l'idéologie tridémiste originale de Sun, fortement influencée par les théoriciens occidentaux des Lumières tels que Henry George, Abraham Lincoln et Mill, l'influence du confucianisme traditionnel chinois sur Tchang est beaucoup plus marquée. Sa pensée a donc rejeté les idéologies progressistes occidentales de l'individualisme, du libéralisme et du marxisme. C'est pourquoi le tchangisme est un mouvement résolument tourné vers la droite, notamment par l'exaltation du nationalisme et la négation de la lutte des classes.
Le gouvernement du Kuomintang dirigé par Tchang Kaï-chek a dénoncé le féodalisme. Dans le cadre de l'ère des Seigneurs de la guerre chinois, cela l'oppose donc aux grands généraux qui contrôlaient des parties du pays. Néanmoins, dans une démarche politique, Tchang s'est souvent allié à ses généraux rebelles et seigneurs féodaux, tout en menant, sur les territoires qu'il contrôlait, des politiques centralisatrices. Bien qu'il s'agisse d'une idéologie conservatrice, le tchangisme soutient des politiques de modernisation telles que les droits des femmes, le progrès scientifique et l'éducation publique.
Le Kuomintang et le gouvernement nationaliste ont soutenu l'abolition de la polygamie et du bandage des pieds. Sous la direction de Tchang, le gouvernement de la République de Chine a également adopté un quota de femmes au parlement, avec des sièges réservés aux femmes. Au cours de la décennie de Nankin, le taux d'alphabétisation à augmenter dans toute la Chine. L'éducation promeut également les idéaux du Tridémisme de la démocratie, du républicanisme, de la science, du constitutionnalisme et du nationalisme chinois basé sur la tutelle politique du Kuomintang. En réalité, ces politiques ne sont que des slogans rarement suivis d'actes réels. Les réformes et la modernisation s'effectuent sous un pouvoir autoritaire, ignorant la séparation des pouvoirs et les règles de la représentativité.

### Période taiwanaise
Après avoir perdu la Chine continentale au profit du PCC et s'être replié sur Taïwan, le Kuomintang, sous la direction de Tchang, a commencé à surveiller la population et réprimer les dissidents, y compris les communistes présumés, pendant la Terreur blanche. Les droits constitutionnels à la liberté d'expression, de réunion et de religion, ainsi que les garanties juridiques de procès équitables ont été suspendus sous la loi martiale du 19 mai 1949 au 15 juillet 1987. Pendant ces 38 ans de terreur, 140 000 personnes, principalement des intellectuels ou des membres de l'élite sociale, ont été emprisonnés.